# 산림철도
산림철도(山林鐵道)는 경편철도의 일종으로, 주로 목재를 운반하기 위해 건설, 운영된다.

## 한국의 산림철도
한국에는 일제강점기에 자원 조달을 위해 다수 건설, 운영되었다. 이들은 산지에 있어 철거하기 어려워 흔적이 일부 남아있다. 현재 운영되고 있는 산림 경편철도는 존재하지 않는다.

### 가곡천 산림철도
삼척의 가곡천(柯谷川)을 따라 건설된 철도로, 일제가 이곳의 금강송을 벌목하여 동해안을 통해 반출하기 위해 이 지역 백성들의 노동력을 이용하여 만들었다.

### 마읍천 산림철도
역시 삼척 지역의 마읍천(麻邑川)을 따라 건설된 철도로, 중간에 동해중부선의 교각과 90˚ 입체교차하는 곳이 있다. 이는 마읍천 철도의 운영 시기와 동해중부선의 건설 시기가 다르기 때문이라고 생각된다.